# Ivor Wood
Ivor Sydney Wood (Leeds, 4 mei 1932 - Londen 13 oktober 2004) was een Britse-Franse regisseur, producent, animator en schrijver bekend om zijn werk van animatieseries voor kinderen.

## Leven en werk
Wood werd geboren in Leeds als kind van een Franse moeder en een Engelse vader die later met zijn familie naar Frankrijk verhuisde naar Lyon. Na de Tweede Wereldoorlog werd hij opgeleid. Hij studeerde beeldende kunst in Parijs en werkte later in dezelfde stad bij een reclamebureau, waar hij Serge Danot ontmoette. Samen maakten ze de veelgeprezen Franse serie Le Manège Enchanté (in het Engels bekend als The Magic Roundabout). In Nederland werd de serie ook uitgezonden met als titel Minimolen. 
Na het succes van The Magic Roundabout in het Verenigd Koninkrijk, werkte Wood samen met het Britse animatiebedrijf FilmFair (nu onderdeel van DHX Media). Wood werd animator en regisseur van een aantal geanimeerde kinderprogramma's van FilmFair, waaronder met The Herbs in 1968. In de jaren 70 animeerde en regisseerde hij Simon in the Land of Chalk Drawings, Hattytown Tales, The Adventures of Parsley, The Wombles en Paddington.
Op 13 oktober 2004 overleed Wood op 72-jarige leeftijd in Londen.

## Woodland Animations
Woodland Animations werd in 1973 opgericht door Wood en zijn vrouw Josiane, specifiek om stop-motion animatieseries voor de BBC te produceren. Het bedrijf produceerde een aantal programma's, waaronder de meest populaire animatieserie, Postman Pat (Pieter Post) en de kortste en minst populaire serie Gran die 10 minuten korter duurde dan de andere drie producties. 
Na de hoge populariteit van Pieter Post werden er nieuwe seizoenen en afleveringen gemaakt. In 1991, 1994 en 1996, werden er 4 specials gemaakt van de serie. In 2001 werd Woodland Animations verkocht aan Entertainment Rights, dat nu deel uitmaakt van DreamWorks Classics, dat later door NBC Universal zou worden overgenomen als onderdeel van NBCU's aankoop van DreamWorks Animation

### Producties
| Productie     | Jaar       |
| ------------- | ---------- |
| Pieter Post   | 1981-heden |
| Gran          | 1982-1983  |
| Bertha        | 1985-1986  |
| Charlie Chalk | 1988-1989  |

## Privéleven
Wood was getrouwd met Josiane en heeft 1 zoon genaamd, Sean. 